# Tryträsket (Piteå socken, Norrbotten)
Tryträsket är en sjö i Piteå kommun i Norrbotten och ingår i Rokåns huvudavrinningsområde. Sjön är 8,5 meter djup, har en yta på 0,0955 kvadratkilometer och befinner sig 120,1 meter över havet.

## Delavrinningsområde
Tryträsket ingår i det delavrinningsområde (725672-174808) som SMHI kallar för Mynnar i Rokån. Medelhöjden är 97 meter över havet och ytan är 14,31 kvadratkilometer. Det finns inga avrinningsområden uppströms utan avrinningsområdet är högsta punkten. Vattendraget som avvattnar avrinningsområdet har biflödesordning 2, vilket innebär att vattnet flödar genom totalt 2 vattendrag innan det når havet efter 2,1 kilometer. Avrinningsområdet består mestadels av skog (87 procent). Avrinningsområdet har 0,09 kvadratkilometer vattenytor vilket ger det en sjöprocent på 0,7 procent. Bebyggelsen i området täcker en yta av 0,14 kvadratkilometer eller 1 procent av avrinningsområdet.